# مغامرات تيرانغ
مغامرات تيرانغ مسلسل أنمي ياباني كوري جنوبي عرض لأول مره في 21 أغسطس 2002 واستمر عرضه حتى 19 مارس 2003 تمت دبلجة المسلسل للغة العربية .

## روابط خارجية
- Ki Fighter Taerang at Mimanbu (Korean)
- مغامرات تيرانغ على موقع ANN anime (الإنجليزية)